# Fetichismo sexual
Fetichismo [en portugués: feitiço, lit. 'hechizo'  o 'encantamiento' es una parafilia que consiste en la excitación erótica o la facilitación y el logro del orgasmo a través de un objeto fetiche, como una prenda de vestir o una parte del cuerpo en particular, o una acción. El fetichismo sexual se considera una práctica inofensiva, salvo en el caso de que provoque malestar clínicamente significativo o problemas a la persona que lo padece o a terceros, pudiendo en este caso llegar a considerarse un trastorno patológico propiamente dicho.

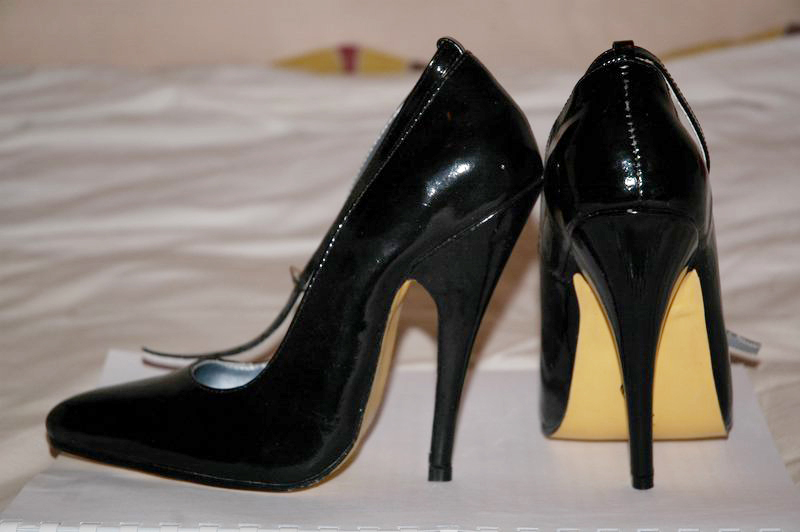
Los zapatos de tacón son un fetiche común en personas con podofilia.

Los aparatos fabricados con el objetivo de la estimulación o para el juego sexual no se consideran fetiches.
El DSM IV lo clasifica como enfermedad siempre y cuando sea una conducta recurrente durante al menos seis meses, necesaria para la excitación sexual y que afecte la vida social o laboral del sujeto. En el caso de que no afecte la vida social o laboral del paciente, se considera simplemente como una manifestación de su sexualidad.

## Manifestaciones
Los objetos fetiches más frecuentes suelen ser elementos de vestir masculinos y femeninos, incluyendo bragas/tangas, sujetadores (brasieres), calzoncillos, guantes, medias, tapabocas, minifaldas, zapatos, botas, corbatas, bañadores, ropa deportiva e incluso delantales. Hay que matizar que, para el fetichista, estos objetos suelen ser mucho más excitantes si ya los ha llevado puestos la persona. Y aunque estos objetos pueden resultar excitantes para muchas personas porque proyectan una imagen mental del cuerpo de la persona, para el fetichista, en cambio, el objeto es realmente mucho más excitante que la persona en sí. Durante la conducta sexual solitaria, el fetiche se lleva puesto, se huele o se frota contra los genitales.

## Fetichismo y psicoanálisis
El padre del psicoanálisis Sigmund Freud (1856-1939), en su libro Tres ensayos para una teoría sexual, se refierió en diversos apartados al fetichismo como manifestación perversa.
Algunos psicoanalistas han considerado el fetichismo como el núcleo perverso, o lugar común de todas las parafilias.
El psicoanalista francés Guy Rosolato (1923-2012), en su libro Ensayos sobre lo simbólico, consideró que el fetichismo es en primera instancia una manifestación de los problemas que el sujeto tiene con la norma, que en otros estados puede manifestarse en sadomasoquismo, travestismo, voyerismo, entre otros.
La psicoanalista italiana Piera Aulagnieur (1923-1990) consideró el fetichismo como un estado fronterizo del sujeto, la última barrera antes de la psicosis, en la que existe una profunda fijación por el objeto para mantenerse dentro de los límites de la neurosis.

## Otras teorías psicológicas
Otras teorías psicológicas acerca del fetichismo sexual lo relacionan con las teorías del comportamiento humano y la idea de «condicionamiento» o aprendizaje. Así, alguna experiencia en la infancia podría causar la asociación entre el placer sexual y un determinado objeto, relación que se mantendría en la edad adulta.
Hay autores que no consideran la atracción hacia partes del cuerpo como fetichismo, sino que denominan a esta parafilia «parcialismo». En el fetichismo, el objeto fetiche se puede emplear durante la masturbación o bien lo lleva puesto el otro miembro de la pareja durante la actividad sexual, por ejemplo, unas medias, botas tacón aguja, unos zapatos, o una mujer fumando (conocida como capnolagnia o bien capnogalia, etc.) con el fin de provocar la excitación de su compañero sexual, ya que frecuentemente el fetiche es necesario para la excitación sexual.